# Safari

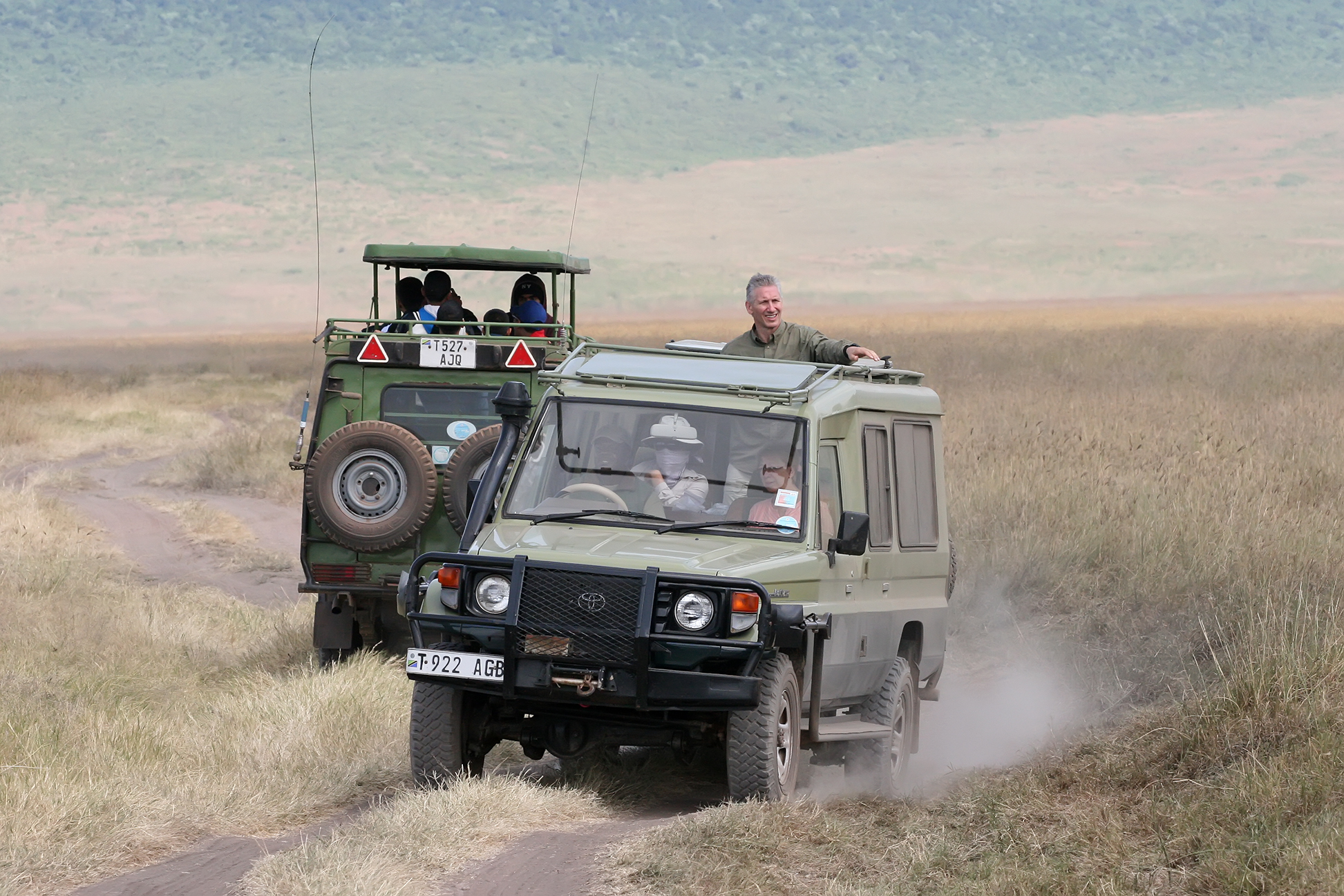
Safari

Safari – wyprawa myśliwska, ewentualnie dłuższa podróż karawanowa w Afryce Wschodniej. Obecnie, wraz z rozwojem globalnej turystyki, coraz częściej terminem tym określa się formę zorganizowanego wypoczynku i rekreacji poprzez podziwianie i fotografowanie naturalnej przyrody, a zwłaszcza świata zwierząt w ich naturalnym środowisku.